# Siedem żyć (film)
Siedem żyć  (tytuł oryg. The Dead Girl) – amerykański dramat filmowy z 2006 roku w reżyserii Karen Moncrieff.

## Obsada
- Toni Collette – Arden
- Piper Laurie – matka Arden
- Giovanni Ribisi – Rudy
- Rose Byrne – Leah
- James Franco – Derek
- Mary Steenburgen – Beverley, matka Leah
- Bruce Davison – ojciec Leah
- Mary Beth Hurt – Ruth
- Nick Searcy − Carl
- Marcia Gay Harden – Melora Kutcher
- Kerry Washington – Rosetta
- Brittany Murphy – Krista Anne Kutcher
- Josh Brolin – Tarlow

## Opis fabuły
Fabuła filmu wprowadza widza w świat smutku i nostalgii. Szeroka gama głównych bohaterów to indywidua zgorzkniałe, cierpiące oraz osamotnione, często wykolejeńcy, osoby egzystujące na peryferiach życia.
Bohaterów poznajemy w każdym z pięciu rozdziałów. Powierzchownie nic ich ze sobą nie łączy, w trakcie trwania filmu okazuje się, że większość z nich ma ze sobą wiele wspólnego.
Rozdział pierwszy, zatytułowany "Nieznajoma", przedstawia losy apodyktycznej, schorowanej matki oraz jej zagubionej córki, które mieszkają na odludziu. Córka, Arden, nieopodal swego domu odnajduje zwłoki młodej dziewczyny.
W rozdziale drugim − "Siostrze" − niestabilna emocjonalnie studentka medycyny, Leah, szykuje się do przeprowadzenia autopsji. W zwłokach, które mają jej do tego posłużyć, początkowo rozpoznaje swoją zaginioną przed laty siostrę; szybko jednak przekonuje się, iż tkwi w błędzie.
Segment trzeci, "Żona", to historia starszej kobiety, gospodyni domowej Ruth. Kobieta, wbrew własnej woli, bierze udział w kryminalnym życiu męża. Pewnego dnia w magazynie znajdującym się tuż przy domu odnajduje pokrwawione dziewczęce ubrania. Decyduje się powiadomić policję o sekretnym życiu męża.
Kolejny rozdział nosi tytuł "Matka"; w nim dowiadujemy się ostatecznie, że odnaleziona przez Arden na pustkowiu dziewczyna to niejaka Krista Kutcher. Jej zrozpaczona matka, Melora, kontaktuje się z przyjaciółką-prostytutką córki, Rosettą. Ta wprowadza kobietę w szczegóły skrywanego przed Melorą życia osobistego zmarłej (Krista uciekła z domu jako nastolatka).
Rozdział finalny, "Martwa dziewczyna", ukazuje wątek samej Kristy − ostatnie godziny jej życia, tj. desperacką próbę dostania się do przebywającej w sąsiedniej miejscowości córeczki Ashley oraz niefortunną podróż z Carlem, mężem Ruth-kryminalistą.

## Wydanie filmu
Jego światowa premiera odbyła się 7 listopada 2006 r. podczas AFI Film Festival. W roku 2007 Siedem żyć nominowano w trzech kategoriach do nagrody Independent Spirit − jako "najlepszy film", za reżyserię oraz w kategorii najlepsza rola drugoplanowa (nominowana: Mary Beth Hurt). Karen Moncrieff, twórczyni filmu, została także nagrodzona podczas Deauville Film Festival oraz San Diego Film Critics Society Awards.

## Opinie
(...) Mroczna atmosfera nadaje temu dziełu iście psychodeliczny wydźwięk. (...) Film, który naświetla kilka poważnych problemów współczesnego świata. (...)